# Polietes albolineata
Polietes albolineata är en tvåvingeart som först beskrevs av Fallen 1823.  Polietes albolineata ingår i släktet Polietes och familjen husflugor. Inga underarter finns listade i Catalogue of Life.